# Pensiero ed azione
Pensiero ed azione è stata una rivista edita tra il 1858 e il 1860, diretto da Giuseppe Mazzini e altre personalità repubblicane, come Alberto Mario.
Il periodico inizialmente fu quindicinale, poi col tempo passò a tre pubblicazioni al mese e, infine, divenne settimanale. Inizialmente stampata a Londra, a partire dal numero 37 fu edita a Genova.
Il nome della rivista prendeva spunto dall'omonima formula che riassumeva il pensiero politico di Mazzini, appunto «Pensiero e Azione», che divenne un elemento di identificazione degli ideali repubblicani, cosicché molte altre riviste, cooperative, sezioni di partito e iniziative di ispirazione repubblicana e/o radicale assunsero in seguito questo nome.
In un periodo che va pressappoco dagli ultimi del 1859 ai primi mesi del 1860 la Rivista fu diretta da Alberto Mario, il principale patriota polesano, marito di Jessie White, tra le più fedeli collaboratrici di Mazzini. Il periodo fu quantomeno burrascoso: il 27 gennaio 1860 l'articolo di Mario intitolato Micromega, nel quale egli criticava aspramente la politica di Cavour, provocò la fulminea reazione del Conte, che ordinò l'espulsione del direttore dal Canton Ticino (dove veniva stampato il giornale). Peraltro, in seguito a uno scandalo nel quale Mario incorse causato da alcune notizie false messe in giro da Cavour circa due mesi dopo, quest'ultimo venne a sapere che gravava su di lui e sulla moglie un ordine di sfratto, e che una spia italica aveva trafugato un manoscritto di un articolo di Maurizio Quadrio, per cui si dovette stampare clandestinamente in una casa disabitata fuori Lugano. E si seguitò per questa via fino ai primi di giugno, quando i coniugi Mario scesero a Genova per imbarcarsi al seguito della spedizione Medici alla volta di Alcamo con lo scopo di raggiungere Garibaldi.